# Noah Frommelt
Noah Frommelt (* 18. Dezember 2000 in Vaduz) ist ein liechtensteinischer Fussballspieler, welcher zumeist im zentralen Mittelfeld eingesetzt wird.

## Karriere

### Verein
In der Jugend spielte er erst beim FC Balzers und wechselte im Sommer 2012 zum Hauptstadtklub FC Vaduz. Dort rückte er zur Saison 2017/18 in die zweite Mannschaft auf. Nach dem Ende der Spielzeit verliess er Vaduz und schloss sich dem in der fünften Schweizer Liga spielenden FC Balzers an. Mit der Mannschaft stieg er 2019 in die viertklassige 1. Liga auf. Bei Balzers war er bis Sommer 2020 aktiv, um sich danach dem Ligakonkurrenten USV Eschen-Mauren anzuschliessen. Im Sommer 2022 folgte der Wechsel zum FC Kosova Zürich.

### Nationalmannschaft
In die Nationalmannschaft kam er bereits in der U-13 Auswahl und durchlief ab da auch alle möglichen Stationen. Er spielte in der U-19 und U-21 auch jeweils in den Qualifikationsspielen zur in dieser Zeit anstehenden Europameisterschaft. Seinen ersten Einsatz in der A-Nationalmannschaft erhielt er schliesslich am 18. November 2019 bei einer 0:3-Niederlage gegen Bosnien und Herzegowina, als er in der 67. Minute beim Stand von 0:2 für Michele Polverino eingewechselt wurde.